# Pat Patrick
Laurdine Kenneth 'Pat' Patrick jr. (East Moline (Illinois), 23 november 1929 – Moline (Illinois), 31 december 1991) was een Amerikaanse jazzmuzikant (saxofoon, basgitaar) en stond bekend om zijn 40-jarige samenwerking met Sun Ra. Zijn zoon Deval Patrick was gouverneur van Massachusetts.

## Biografie
Patrick werd geboren in East Moline, Illinois, als zoon van Laverne en Laurdine Kenneth. Patricks vader (1905-2001), geboren in Kansas, werkte als ijzervormer in een fabriek ten tijde van de geboorte van zijn zoon. Patrick leerde voor het eerst piano, drums en trompet als kind en schakelde daarna over op saxofoons. Hij woonde en studeerde muziek aan de DuSable High School in Chicago, waar hij de toekomstige bassist Richard Davis en de toekomstige saxofonisten John Gilmore en Clifford Jordan ontmoette. Patrick was baritonsaxofonist voor de huisband van het Regal Theatre, terwijl hij nog op school zat. In 1949 schreef hij zich in aan de Florida Agricultural and Mechanical University, maar hij keerde al snel terug naar de omgeving van Chicago om te studeren aan het Wilson Junior College.
Patrick speelde voor het eerst in een van Sun Ra's bands als onderdeel van een trio rond 1950. Hij speelde rond dezelfde tijd af en toe in Ra's Arkestra en werd toen een vast bandlid in 1954. In februari 1955 trouwde Patrick met Emily Wintersmith in Cook County (Illinois). Zijn kinderen met Emily waren Deval Patrick en Rhonda Sigh. Hij had ten minste één kind, La'Shon Anthony, buiten zijn huwelijk. In 1959 belde een vrouw Patrick en zijn echtgenote vroeg om uitleg. Dit versnelde het uiteenvallen van zijn huwelijk dat jaar. In 1960 verliet Patrick Emily, Deval en Rhonda en verliet hij hun appartement. Toen de 4-jarige Deval hem achterna zat, sloeg hij zijn zoon en ging verder. Hij weigerde Devals aanvraag bij Milton Academy te ondertekenen, met het argument dat Deval daar zijn Afrikaans-Amerikaanse identiteit zou verliezen. Deval, wiens collegegeld werd betaald door een beurs, werd toch geaccepteerd. Deval zag zijn vader slechts zelden tijdens zijn leven.
Patrick verbleef een aantal jaren in de gemeenschappelijke woningen van het Arkestra in East Village en Philadelphia (Pennsylvania) in New York. The Arkestra verhuisde met Patrick in 1961 naar New York. Hij speelde ook met John Coltrane (verscheen op Africa/Brass in 1961), Blue Mitchell (A Sure Thing, 1962), Mongo Santamaría (Yeh, Ye, dat hij componeerde, en Watermelon Man) en Thelonious Monk (begin jaren 70). Hij steunde ook uitgebreid Babatunde Olatunji. In december 1965 hertrouwde Patrick in Las Vegas (Nevada) met Edna Jean Ballinger.
In 1972 was Patrick medeoprichter van het Bariton Saxophone Retinue, dat twee albums opnam voor Saturn Records. Hij toerde door Europa met Ra in 1970 en 1976 en maakte deel uit van een aantal andere Arkestra-optredens in dat decennium, maar hij besteedde ook tijd aan lesgeven aan de State University of New York in Old Westbury. Van 1986 tot 1988 was hij weer een frequent lid van het Arkestra. Grove Music schreef dat Patrick een goed geschoolde, veelzijdige solist en ensemblespeler was en een belangrijke bijdrage leverde aan de muziek van Sun Ra. Naast zijn hoofdinstrument, de baritonsaxofoon, speelde hij fluit, bas en percussie.

## Overlijden
Pat Patrick overleed in december 1991 op 62-jarige leeftijd aan leukemie.

## Discografie

### Als leader/co-leader
- Sound Advice (Saturn, 1977)

### Als sideman
Met Terry Adams
- 1984: That's the Way I Feel Now: A Tribute to Thelonious Monk (A&M)

Met Jimmy Heath
- 1960: Really Big! (Riverside)

Met Andrew Hill
- 1965: One for One (Blue Note)

Met Sam Jones
- 1962: Down Home (Riverside)

Met Clifford Jordan
- 1978: Inward Fire (Muse)

Met Freddie McCoy
- 1966: Funk Drops (Prestige)

Met James Moody
- 1958: Last Train from Overbrook (Argo)

Met A.K. Salim
- 1965: Afro-Soul/Drum Orgy (Prestige)

Met Rahsaan Roland Kirk
- ????: The Case of the 3 Sided Dream in Audio Color

Met Phil Upchurch
- 1967: Feeling Blue (Milestone)

- Bibsys: 1066800
- Biblioteca Nacional de España: XX6546769
- Bibliothèque nationale de France: cb13924421k (data)
- Gemeinsame Normdatei: 134480988
- International Standard Name Identifier: 0000 0000 5512 9865
- Library of Congress Control Number: n94059893
- MusicBrainz: 99b40f0b-6de9-448a-a5fd-e7f91229667f
- SNAC: w6ps62wq
- Système universitaire de documentation: 243028792
- Virtual International Authority File: 198506
- WorldCat: E39PBJppDp3tHQ3Yttm3JWWMT3